# Luís Maria Lopes da Fonseca
Luís Maria Lopes da Fonseca GCC (Figueira de Castelo Rodrigo, Mata de Lobos, 1 de março de 1883 — Lisboa, São Mamede, 8 de dezembro de 1974) foi um advogado, político e administrador de empresas português.

## Biografia
Licenciou-se em 1911 em Direito pela Faculdade de Direito da Universidade de Coimbra. Pertenceu ao Centro Académico de Democracia Cristã (CADC), católico conservador e apoiante activo de Sidónio Pais. Foi ministro da Justiça e Cultos do governo de Artur Ivens Ferraz (1929–1930), tendo acumulado entre 16 e 26 de outubro de 1929 essas funções com as de presidente interino do Ministério. Ocupou novamente o cargo de Ministro da Justiça e Cultos no governo de Domingos Oliveira (1930–1931).
A 27 de Novembro de 1930 foi agraciado com a Grã-Cruz da Ordem Militar de Nosso Senhor Jesus Cristo.
Foi demitido no dia 23 de janeiro de 1931, pelo presidente do Ministério Domingos Oliveira, na sequência de críticas por si feitas a legislação que o presidente da República Óscar Carmona defendera. Embora fosse um homem forte do ministro das Finanças António de Oliveira Salazar, os presidentes do Ministério e da República viram-se obrigados a explicar a Salazar a razão da demissão de um dos seus homens.
Foi membro da Mocidade Portuguesa, assim como da Legião Portuguesa.
Morreu a 8 de dezembro de 1974, na freguesia de São Mamede em Lisboa. Está sepultado no Cemitério de Benfica.